# Fates Warning
A Fates Warning egy amerikai progresszív metal zenekar, amely 1982-ben alakult a Connecticut állambeli Hartfordban. Az együttest a Queensrÿche és Dream Theater zenekarokkal együtt a progresszív metal stílus úttörőjeként tartják számon, de a három csapat közül a Fates Warning a legkevésbé sikeres kereskedelmileg. Lemezeik közül a műfaj meghatározó albumai közé tartoznak az 1986-ban megjelent Awaken the Guardian, az 1989-es Perfect Symmetry és az 1997-es A Pleasant Shade of Gray. A Fates Warning fő dalszerzője Jim Matheos, aki az alapítás óta a zenekar tagja. Fennállása óta sok tagcserén esett át az együttes, amelyben Matheos mellett Ray Alder számít meghatározó tagnak, ő 1987 óta a zenekar énekese, frontembere.

## Története

### Kezdetek: az Arch-korszak (1982-1987)
A zenekart eredetileg Misfit néven alapította 1982-ben John Arch énekes, Victor Arduini és Jim Matheos gitárosok, Joe DiBiase basszusgitáros, valamint Steve Zimmerman dobos. 1983-ban rögzítették első demofelvételüket, majd a következő évben nevüket Fates Warningra változtatták. 1984-ben Soldier Boy című daluk felkerült a Metal Blade kiadó friss zenekarokat bemutató Metal Massacre V válogatásalbumára. A kedvező fogadtatás hatására a lemezkiadó szerződést ajánlott az együttesnek, és még az év szeptemberében megjelent a Fates Warning első nagylemeze, a Night on Bröcken. Az album dalain nagyban érződik az Iron Maiden zenéjének hatása: a galoppozós gitártémák és a Bruce Dickinson-szerű énekdallamok. A lemez két különböző borítóval jelent meg az USA-ban és Kanadában, de egyik rosszabb volt, mint a másik. A meseillusztrációnak beillő borítógrafikát az album CD-s újrakiadásakor végül lecserélték egy fotóra, mely a magányos Holdat ábrázolja.
1985 nyarán a Fates Warning Kaliforniába utazott, hogy július-augusztusban Bill Metoyer producer segítségével rögzítsék második albumukat. A The Spectre Within című album októberben jelent meg. A lemezre került dalok közül többet is játszottak már korábban a tavaszi koncerteken. A zene komplexebb és sötétebb hangulatú lett az első lemezhez képest, Arch énektémái és fantasy ihlette dalszövegei is határozott fejlődést mutattak, kezdett formálódni a Fates Warning saját stílusa. Ennek ellenére a zenekar neve még mindig nem terjedt el széles körben. Victor Arduini gitáros el is hagyta az együttest, a helyére Frank Aresti (ex-Demonax) érkezett. Novemberben a Motörhead előzenekaraként léptek fel két este is New Yorkban, a következő év tavaszán és nyarán pedig a környező államok klubjaiban turnéztak.
1986 szeptemberében megkezdődtek a harmadik Fates Warning nagylemez, az Awaken the Guardian felvételei. A végül november közepén kiadott korong lett a kritikusok és a rajongók szerint is az Arch-korszak legjobb és legsikeresebb albuma, amely mára progresszív metal klasszikussá vált. A dalok egyediségét a korábbinál összetettebb dalszerkezetek, a sok tempó és témaváltás, a tördelt ritmusok, illetve Arch kiszámíthatatlan szövegritmizálása, a gyakran magasabb hangtartományokba kalandozó vokális kísérletei adják. Az 1980-as évek közepén a Fates Warning ezzel a lemezzel teljesen új utakra lépett a heavy metal műfaj egészét tekintve is.
Pár hónappal a megjelenése után, 1987 elején, az Awaken the Guardian elsőként a zenekar történetében felkerült a Billboard magazin 200-as lemezeladási listájára (a 191. helyen), és 4 hétig a listán is maradt. Januártól áprilisig az USA keleti parti államait járta be az együttes a lemezbemutató turnéval. A siker és a beindulni látszó karrier közepette nagy meglepetésre a Fates Warning személyes ellentétek miatt megvált énekesétől. Arch abba is hagyta a zenélést, és bútorasztalosként dolgozott a civil életben. Amikor 1989-ben a Dream Theater megvált előző énekesétől, Arch-ot is elhívták egy meghallgatásra, de végül nem lett az együttes tagja. 17 év után 2003-ban tért vissza egy önálló anyaggal (A Twist of Fate), melyen Jim Matheos, Joey Vera és Mike Portnoy játszottak.

### Ray Alder és Mark Zonder érkezése (1987-1995)
Az új énekes, Ray Alder, a texasi Syrus zenekarból érkezett a Fates Warning soraiba. Amint megtalálták Arch utódját, az együttes neki is látott a következő album felvételeinek ’87 őszén. A negyedik nagylemez 1988 márciusában jelent meg, és a No Exit címet kapta. Az album producerei Roger Probert és Max Norman voltak. Utóbbi Ozzy Osbourne szólólemezeivel szerzett elismerést magának korábban. Az új album hangzása letisztultabb lett, mint elődeinek, és zenei téren is hozott változásokat. A dalokba beszivárgott az abban az időben már több zenekar számára komoly nemzetközi sikert hozó thrash metal stílus agresszivitása, amit Ray Aldernak a Queensrÿche-énekes Geoff Tate-re hasonlító hangja és énekstílusa, illetve a kemény, tördelt riffeket többször pihentető jelleggel felváltó akusztikus gitártémák ellenpontoztak. A progresszív törekvések leginkább az album második felét teljes egészében kitevő masszív 22 perces és 8 tételből álló The Ivory Gate of Dreams dalban mutatkoztak meg. A korábbi fantasy ihlette dalszövegek helyét, Arch távozásával, átvették a személyes jellegű és filozofikus gondolatok.

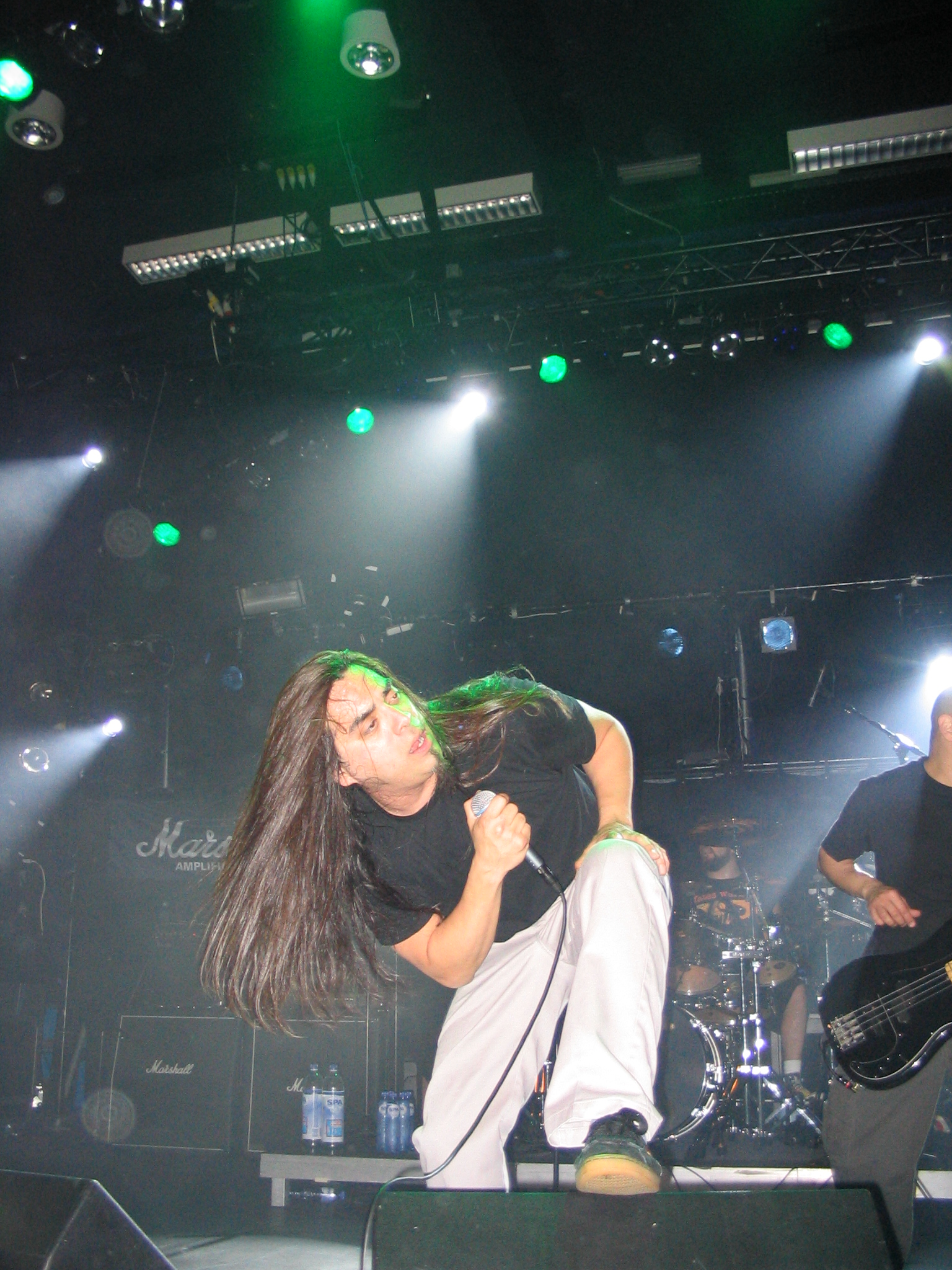
Ray Alder

A No Exit április végén került fel a Billboard 200-as lemezeladási listájára a 157. helyen, majd öt hét alatt egészen a 111. helyig kúszott fel az album, és összesen 13 hétig szerepelt a listán. A mai napig ez a Fates Warning legjobb kereskedelmi teljesítménye. Az együttesnek rengeteg új rajongót hozott a Silent Cries dalra készített videóklip, melyet az MTV Headbangers Ball című műsora rendszeresen játszott. A lemezbemutató turné május elején indult, és ezúttal szinte az egész Egyesült Államokat bejárták az elkövetkező négy hónapban.
1989 elején a Fates Warning megvált Steve Zimmermantól és Mark Zonder (ex-Warlord) lett az új dobos. Zonder stílusa jóval szerteágazóbb, izgalmasabb, és a zenekar új irányvonalához az ő játékára volt szüksége Matheosnak. A következő album felvételei áprilisában kezdődtek, és a Perfect Symmetry című nagylemez augusztusban jelent meg. A változást már a zenekar logójának lecserélése is jelezte. A Fates Warning zenéjében a riff-orientált megközelítés helyét átvette Zonder és DiBiase hangsúlyossá tett komplex ritmusjátéka, illetve a klasszikus progresszív rockot a metallal összeházasító dalok. A Matheos komor dalszövegeihez illeszkedő szürke, sallangmentes lemezborítót és az új logót Hugh Syme készítette, aki a Rush albumainak látványvilágát az 1970-es években megalkotta. A lemezen vendégszerepelt Kevin Moore akkori Dream Theater billentyűs, az At Fates Hands dalban pedig a Kansas hatására még vonósokat is felvonultattak. Robert Taylor, az Allmusic kritikusa szerint a Perfect Symmetry album „a progresszív metal stílus egyik történelmi pillanata”.
A Billboard 200-as lemezeladási listájára szeptember közepén lépett fel az album és egy hónap alatt érte el a legjobb pozícióját a 141. helyen, majd újabb egy hónapig szerepelt még a listán. A lemezbemutató turné észak-amerikai köre november-decemberben zajlott, majd az év végén első ízben jöttek át Európába a Manowarral közös karácsonyi mini turné vendégeiként. 1990-ben a Sanctuary zenekar társaságában az Egyesült Államok és Európa klubjaiba is visszatért a Fates Warning. Érdekesség, hogy a novemberi Európa-turné utolsó állomása Galánta volt, az akkori Csehszlovákia területén.
A Perfect Symmetry album folytatása 1991 őszén jelent meg és a Parallels címet kapta. Az album producere Terry Brown volt, aki korábban a Rush klasszikus lemezein dolgozott, a borítót pedig újra Hugh Syme készítette. A nagy példakép Rush illetve a kortárs Queensrÿche nyomán az előző albumon megkezdett utat folytatva a Parallels dalai még inkább közérthetőek lettek, egy-egy kivételtől eltekintve háttérbe szorult a Fates Warningra korábban oly jellemző zenei komplexitás, technikás játék. Az album kislemezes és klipes dalai (Eye to Eye, Point of View, We Only Say Goodbye) sokszor kerültek be az amerikai rock rádiók és az MTV műsorába.
A Parallels már nem tudott felkerülni a Billboard lemezeladási listájára, ahogy több mint két évtizeden át egyetlen további Fates Warning album sem, így a zenekar számára nem sikerült a nagy áttörés. Az 1992. január-februárban zajló lemezbemutató turné kizárólag az USA-ban zajlott, majd egyetlen Wacken fesztiválos fellépést leszámítva egész 1993-ban eltűnt szem elől az együttes. Jim Matheos ebben az évben adta ki első szólóalbumát (First Impressions).

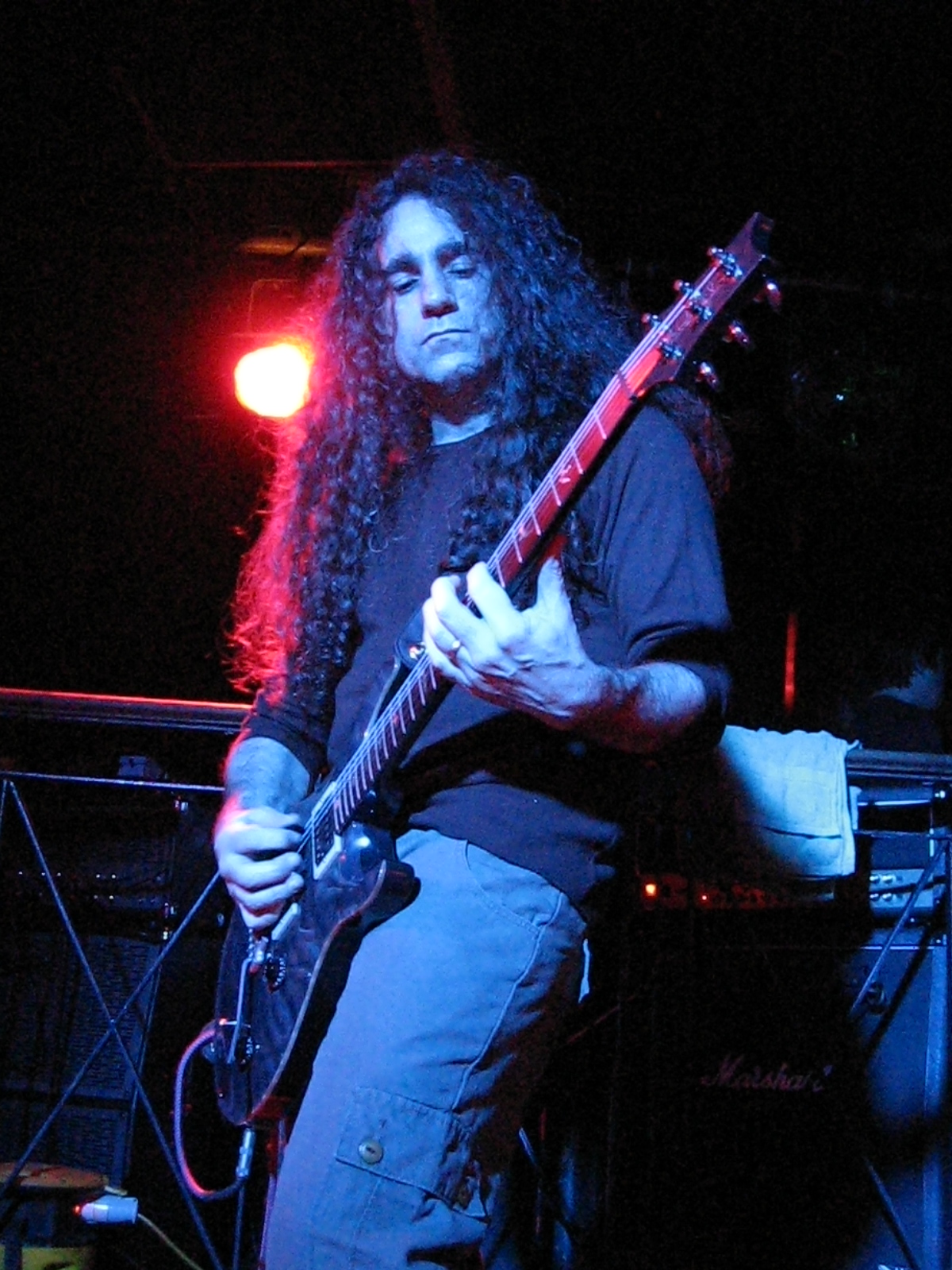
Jim Matheos

A Fates Warning új albumának felvételei 1994 tavaszán zajlottak, ismét Bill Metoyer producer irányításával. A júniusban Inside Out címmel kiadott nagylemez hangulata egészen hasonló lett az előző albumhoz. Magas szintű hangszeres játék, könnyen befogadható, simulékony, ám ezúttal kevésbé emlékezetes dalok. A Dream Theater zenekarral közös lemezbemutató turné október végén indult az Egyesült Államokban és december elején ért véget, majd jövő év februárjától a két együttes szintén együtt koncertezett másfél hónapon keresztül Nyugat-Európában. 1995 júliusában megjelent a Fates Warning első és mindmáig egyetlen válogatásalbuma, a Chasing Time, amely mind a hét addigi nagylemezükről tartalmaz dalokat, illetve korábban kiadatlan felvételeket, változatokat is.

### Majdnem áttörés (1996-2011)
A zenekar felállásában újabb változások történtek. Frank Aresti gitáros és az alapító tag basszusgitáros Joe DiBiase is kiléptek. DiBiase helyére Joey Vera érkezett, a pár évvel korábban feloszlott Armored Saint volt basszusgitárosa. Aresti pótlására viszont nem vettek be másik gitárost, hanem a Jim Matheossal jó barátságban lévő és a Dream Theaterből nem sokkal korábban kilépett Kevin Moore billentyűs csatlakozott a Fates Warninghoz, amikor 1996 novemberében stúdióba vonultak, hogy felvegyék a zenekar következő nagylemezét. Moore éppen a Fates Warning ritmusszekciójának (Mark Zonder, Joey Vera) segítségével rögzítette Chroma Key nevű projektje első albumát.
Az 1991-es Parallels albumhoz hasonlóan újra a Rush-hoz köthető Terry Brown felügyelte a munkálatokat, amely egy kivételes lemezt eredményezett. Az 1997 áprilisában megjelent A Pleasant Shade of Gray egyetlen ötven perc feletti dalt tartalmaz, melyet 12 részre bontottak. Az album zenéje az előző két lemeznél jóval kísérletezősebb, progresszívebb lett. Jim Matheos két éven keresztül dolgozott a koncepción, a dalszövegeken és a zenén. A 12 tételes mű egy ember gondolatait villantja fel, miközben az ablakából a kinti esőt figyeli, a „szürke egy kellemes árnyalatát”. Az album a progresszív metal stílus egyik klasszikusa. A dobos Mark Zonder szerint „az A Pleasant Shade of Gray a legjobb dolog, amit a Fates Warning valaha csinált”.
A lemezbemutató turnén Ed Roth, az Impellitteri billentyűse segítette ki a zenekart, a korábbi kétgitáros dalok előadása érdekében pedig másodgitárosként Bernie Versailles (ex-Agent Steel) tartott velük. Az albummal egy éven át koncerteztek 1997 júniusától 1998 májusáig. Az Egyesült Államokat és Európát is kétszer végigjárta az együttes. Az A Pleasant Shade of Gray turnék csúcspontja és befejezése az 1998. május 31-i fellépésük volt a híres hollandiai Dynamo Fesztiválon. A koncert videófelvétele később hivatalosan is megjelent VHS-en. A turnénak emléket állítva még abban az évben kiadták a Still Life című dupla koncertalbumot, az elsőt és máig egyetlent a zenekar történetében. A Fates Warning első koncertvideója is ekkor jelent meg, melyen az élőben teljes egészében eljátszott A Pleasant Shade of Gray album előadását örökítették meg különböző helyszíneken.
Az 1999-es évet projektezéssel töltötték a tagok. Matheos kiadta második akusztikus szólóalbumát (Away With Words), míg Ray Alder, Joey Vera és Bernie Versailles együtt megalakította az Engine zenekart és kiadták első lemezüket.
2000 februárjában vonult stúdióba újra Terry Brown producerrel a Fates Warning, hogy elkészítsék a Disconnected című albumot, amely végül július végén jelent meg. A lemezen ismét közreműködött Kevin Moore billentyűs, és Joey Vera is kisegítőként szerepelt még mindig a Fates Warningban. A hivatalos zenekari fotókon csak Alder, Matheos és Zonder szerepeltek. A Disconnected a hosszú dalok albuma: a két részre bontott címadó mellett ott a 11 perces Something for Nothing és a 16 perces Still Remains. Az album egyfajta folytatása az A Pleasant Shade of Gray-nek, de felfrissítették, modernizálták, súlyosabbra vették a zenekar hangzását.
Az amerikai turné első szakaszát a Nevermore és a Planet X zenekarokkal teljesítette a Fates Warning. A következő szakasz 2001. április-májusban zajlott az Egyesült Államokban a Savatage társaságában, akik frissen megjelent Poets and Madmen albumukkal indultak turnéra.
A következő években a Fates Warning tagok újra projektezéssel foglalkoztak. 2002 májusában megjelent az Engine második és egyben utolsó albuma, a Superholic. Júniusban Mike Portnoy kezdeményezésére Jim Matheos, Kevin Moore és a Gordian Knot, ex-Cynic basszusgitáros Sean Malone rögzítették az OSI bemutatkozó albumát (Office of Strategic Influence), amely a következő év elején jelent meg, és mind a progresszív zenerajongók, mind a kritikusok lelkesen fogadták. Szintén 2003-ban Ray Alder és Mark Zonder egy-egy dalban vendégszerepeltek Nick Van Dyk gitáros/billentyűs és Bernie Versailles gitáros Redemption nevű együttesének első albumán. 2005-től, a második albumtól pedig már Alder lett a zenekar énekese.
2003 márciusában adta ki a Metal Blade a Fates Warning videóklipeket és koncertfelvételeket tartalmazó The View from Here DVD-t. Ezen a nyáron közös turnéra indult a progresszív metal három alapcsapata a Dream Theater, a Queensrÿche és a Fates Warning. A koncertek nyitózenekara a Fates Warning volt. A turnéra visszatért a zenekarba a korábbi gitáros Frank Aresti, míg Mark Zonder dobos személyes okokból nem tudott az együttes rendelkezésére állni, ezért Nick D’Virgilio helyettesítette, a Spock’s Beard ütőse. Zonder a turné utolsó hat állomására tért vissza.

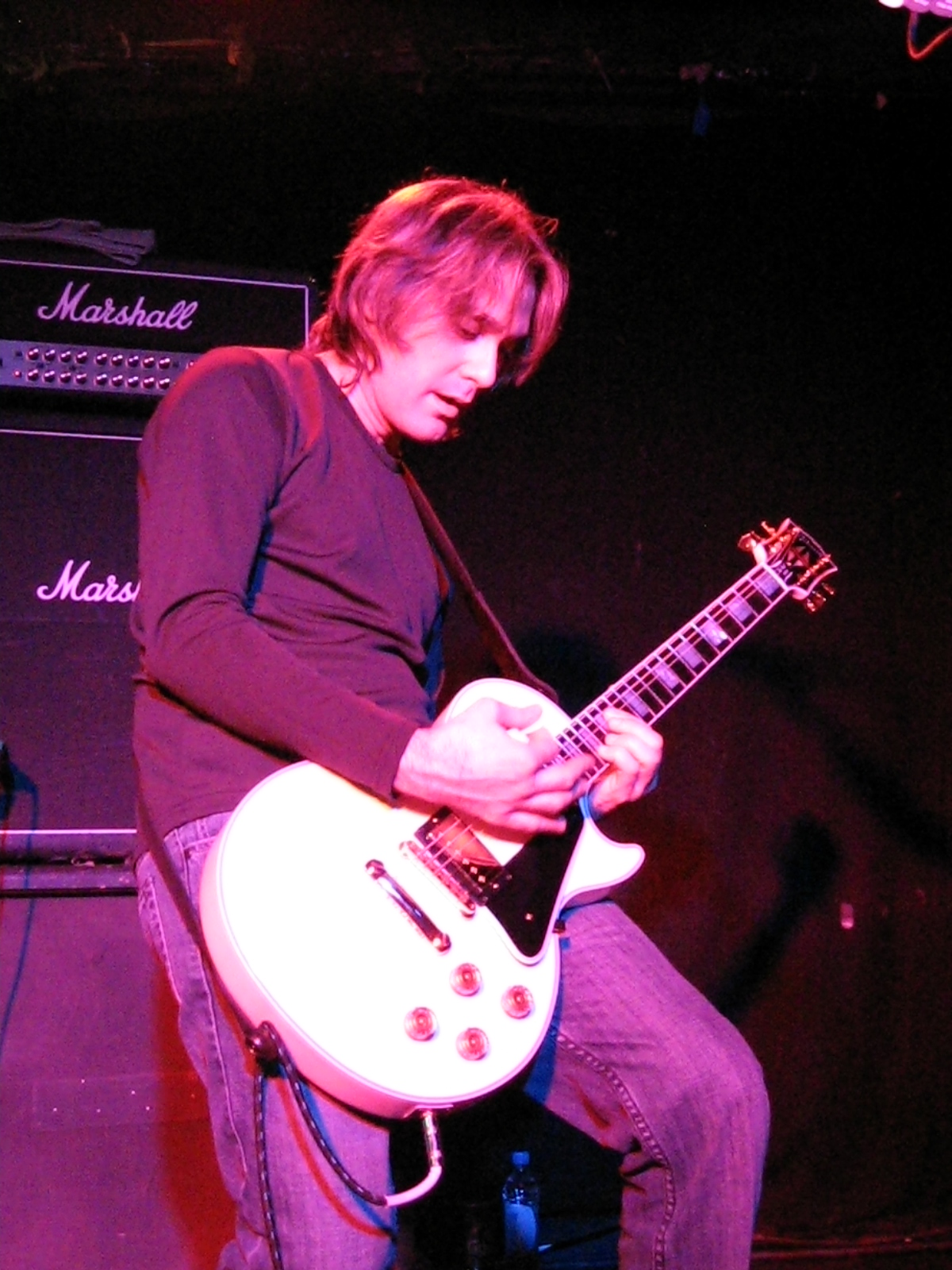
Frank Aresti

2004-ben a Fates Warning már a tizedik stúdióalbumán dolgozott, amely aztán októberében jelent még, és egyszerűen az FWX címet kapta. A producer ezúttal nem egy külső fül, hanem Matheos és Alder voltak. A lemezt ugyanaz a felállás rögzítette, mint az előző két albumot, kivéve, hogy a billentyűs témákat és a programozott effekteket ezúttal nem Kevin Moore, hanem Matheos maga írta meg és játszotta fel. Az album felvétele után azonban Mark Zonder dobos, aki 15 évet töltött a zenekarban, kilépett. Az FWX egyfajta összefoglalásának tekinthető a Ray Alder csatlakozása óta készült lemezeknek, mindből van benne egy pici, de szervesen kapcsolódik a Disconnected anyagához. Sok elektronika, samplerek, de emellett a gitároknak is van súlya, Alder pedig a megszokott dallamai mellett modern énektémákat is hoz a dalokban.
Az album megjelenését nem követte rendes lemezbemutató turné. 2005 februárjában egy mindössze ötállomásos mini turnéval érkezett Európába a zenekar, melynek részeként február 16-án a Fates Warning első magyarországi fellépésére is sor került Budapesten a Wigwam klubban. A dobok mögé újra Nick D’Virgilio ült be, a másodgitáros posztját pedig a koncerteken ismét a régi zenésztárs Frank Aresti foglalta el. Az athéni koncert felvétele Live in Athens címen jelent meg később DVD-n az InsideOut kiadónál. A mini turnét követően a tagok az idejüket inkább a különböző projektjeikkel (Redemption, OSI) töltötték, és 2006-ban is mindössze három koncertet adtak.
2007 novemberében egy 11 állomásos nyugat-európai turnéra állt össze újra a zenekar. Ezen a turnén játszott először a Fates Warning soraiban Bobby Jarzombek dobos, aki a Watchtower gitáros Ron Jarzombek testvére, és korábban a Riot illetve Rob Halford szólózenekarának tagja volt. Az USA-ban megint csak nem indultak turnéra, mindössze a 2009-es Prog Power fesztiválon léptek fel. 2010-ben nyolc koncert erejéig a Parallels album újrakiadásának ürügyén állt össze a Fates Warning 1991-es tagsága (Alder, Matheos, Aresti, DiBiase, Zonder), és 4-4 alkalommal Európában és az Egyesült Államokban adták elő teljes egészében a több mint húszéves album anyagát. 2011 februárjában már újra az aktuális felállás játszott Hollandiában és Németországban a holland Sun Caged társaságában, majd a nyári fesztiválszezonra ismét visszatértek Európába pár koncert erejéig.
2011-ben Matheos megírta egy új Fates Warning album dalait, de egyéb elfoglaltságai miatt Ray Alder énekes nem tudott időt szakítani az énektémák kidolgozására. Matheos végül megkereste a Fates Warning eredeti énekesét és közösen fejezték be a dalokat. A Sympathetic Resonance címet kapott album szeptemberben jelent meg Arch/Matheos név alatt, és megmutatta, hogy milyen lenne ma a Fates Warning, ha John Arch lenne az énekes. A következő évben egy német és egy amerikai fesztiválon élőben is bemutatták az album dalait, ahol a Fates Warning korai korszakának klasszikusai is bekerültek a műsorba.

### Visszatérés (2012-napjainkig)
A zenekar aktuális felállása öt év után, 2012 márciusában indult ismét egy hosszabb, 15 állomásból álló Európa-turnéra, amelynek keretében március 19-én, Budapesten is újra felléptek. Ekkor már készen állt egy következő Fates Warning album zenei anyaga. A végül Darkness in a Different Light címet kapott albummal közel egy évtized elteltével jelentetett meg új dalokat az együttes 2013 októberében. Az új album már nem a korábbi lemezeket gondozó Metal Blade kiadónál jött ki, hanem a progresszív rock/metal zenékre szakosodott német InsideOut kiadónál. A Darkness in a Different Light albumon játszott először Bobby Jarzombek dobos, aki 2007-ben csatlakozott az együtteshez. Meglepetésként a lemezt rögzítő felállás tagja volt Frank Aresti gitáros is, aki utoljára 1994-ben stúdiózott a zenekarral.
A hosszú kihagyás után megjelent lemezt a kritikusok és a rajongók is jól fogadták. 1989 után újra felkerült a Fates Warning a Billboard 200-as lemezeladási listájára, ahol a 162. helyig jutott, míg a hard rock albumok listáján a 10. helyet szerezte meg. A Darkness in a Different Light dalai az 1980-as évek végi, 1990-es évek eleji Fates Warningot hozták vissza. A gitároké a főszerep, itt nincsenek indusztriális hatások, samplerek, mint a megelőző két anyagon. Szinte a lemezmegjelenéssel egy időben indult októberben a Magyarországot is érintő Európa-turné, majd november közepétől egy hónapon át az Egyesült Államokban koncertezett a zenekar. Frank Aresti helyén Michael Abdow, az amerikai progresszív metal együttes Frozen gitárosa lépett színpadra velük esténként. Az európai állomásokon a norvég Divided Multitude kísérte a Fates Warningot, míg Amerikában két hazai csapat, a turné első felében a technikás heavy metalt játszó Halcyon Way, a folytatásban pedig az Artizan nevű power metal zenekar.
2014 tavaszán újra Európába látogatott a Fates Warning, ezúttal csak néhány holland, belga, német és dán koncert erejéig. Szeptemberben a dél-amerikai kontinensen Brazíliában léptek fel két alkalommal az Overload Fesztivál keretében. Október végén ismét Európa következett, hogy a lemezbemutató turnéból korábban kimaradt országokba és városokba is eljusson a zenekar. Ezeken a koncerteken Göran Edman (ex-Malmsteen énekes) Headless nevű együttese melegítette be a közönséget a Fates Warning előtt.
A 2015-ös évet különböző zenei projektjeikkel töltötték a tagok. Joey Vera basszusgitáros eredeti zenekara, az Armored Saint visszatérő lemezén dolgozott (Win Hands Down), Ray Alder pedig a Redemption következő albumán (The Art of Loss). Bobby Jarzombek dobos a dán progresszív metal együttes Beyond Twilight alapítójának, Finn Zierlernek a nagylemezén működött közre (ESC). 2015 októberében indult ismét turnéra a Fates Warning. Az Imminent Sonic Destruction és a Vangough társaságában koncerteztek az USA-ban.

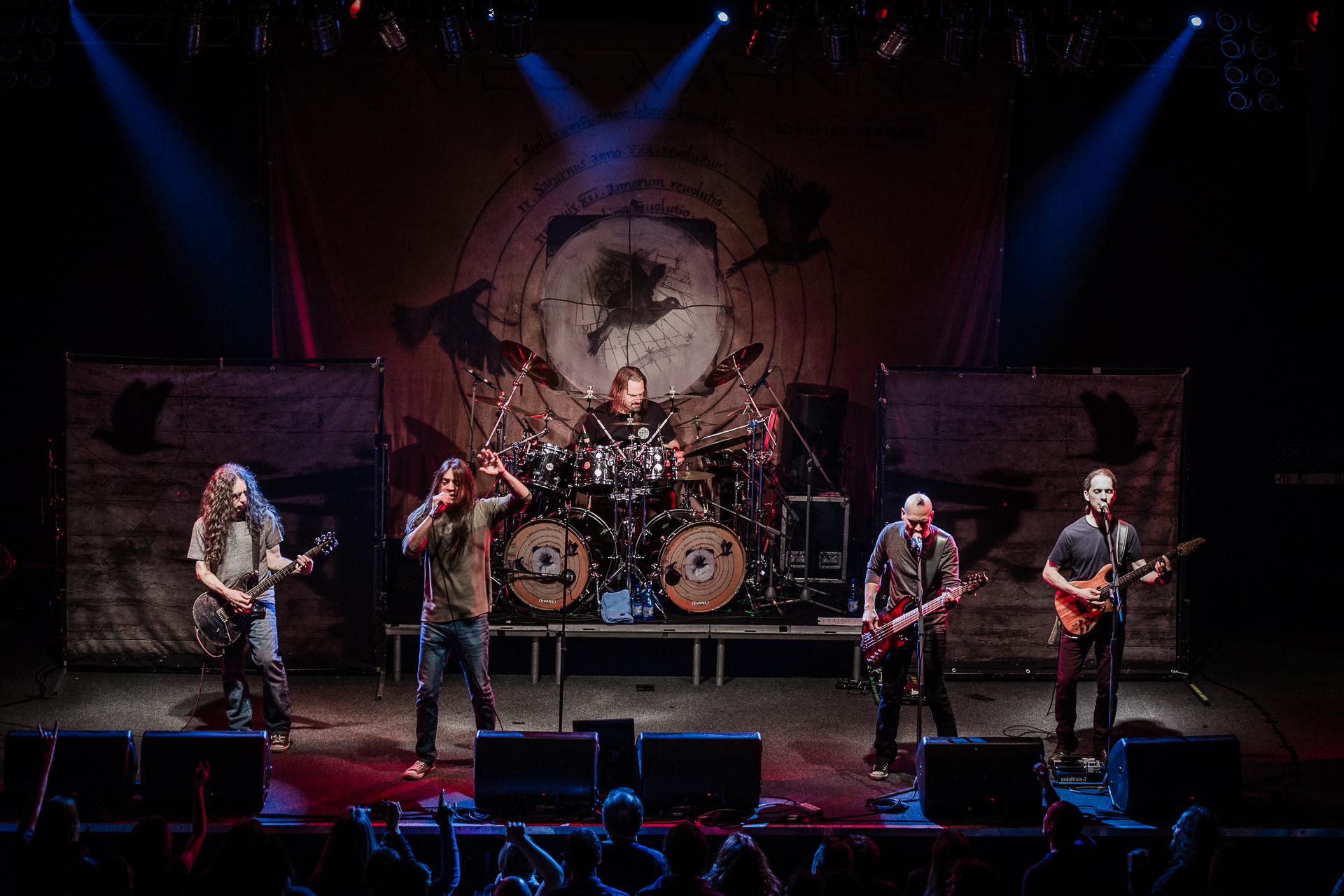
Fates Warning (Bratislava, Slovakia, 2017)

A turnét követően megkezdődtek az új album felvételének munkálatai. A 2016. július 1-jén megjelent Theories of Flight lemezt négyesben rögzítette az együttes. Frank Aresti és Michael Abdow csak egy-egy gitárszóló erejéig szerepelnek rajta. A lemezbemutató turné európai szakasza 2017. január-februárban zajlott, és február 2-án ismét Budapesten lépett fel a Fates Warning.

## Tagok
- Ray Alder – ének (1987−napjainkig)
- Jim Matheos – gitár (1982−napjainkig)
- Frank Aresti – gitár (1986−1996, 2005−napjainkig)
- Joey Vera – basszusgitár (2001−napjainkig)
- Bobby Jarzombek – dobok (2007-napjainkig)

## Diszkográfia
- Night on Bröcken (1984)
- The Spectre Within (1985)
- Awaken the Guardian (1986)
- No Exit (1988)
- Perfect Symmetry (1989)
- Parallels (1991)
- Inside Out (1994)
- A Pleasant Shade of Gray (1997)
- Disconnected (2000)
- FWX (2004)
- Darkness in a Different Light (2013)
- Theories of Flight (2016)